# Allium fimbriatum
Allium fimbriatum — вид трав'янистих рослин родини амарилісові (Amaryllidaceae), поширений у штаті Каліфорнія, США і штаті Нижня Каліфорнія, Мексика.

## Опис
Цибулин 1–3, яйцюваті до ± округлих, 1–1.7 × 0.8–1.7 см; зовнішні оболонки містять 1 або більше цибулин, червонувато-коричневі, перетинчасті; внутрішні оболонки блідо-коричневі до білих. Листки стійкі, в'януть від кінчика в період цвітіння, 1; листові пластини 12–50 см × 1–4 мм. Стеблина стійка, поодинока прямостійна, 10–35 см × 0.5–3.5 мм. Зонтик стійкий, прямостійний, компактний, 6–75-квітковий, півсферичний, цибулинки невідомі. Квіти від урноподібних до  дзвінчастих, 6–12 мм; листочки оцвітини прямостійні, від темно-червонувато-пурпурних до блідо-лавандових, або білі, від ланцетних до яйцюватих, ± рівні, краї цільні або зубчасті, верхівка гостра до загостреної. Пиляки жовті; пилок жовтий. Насіннєвий покрив тьмяний.

## Поширення
Поширений у штаті Каліфорнія, США і штаті Нижня Каліфорнія, Мексика.